# Fijn venushaar
Het fijn venushaar (Adiantum raddianum) is een varen uit de lintvarenfamilie (Pteridaceae). De plant is oorspronkelijk uit Zuid-Amerika afkomstig, maar is ondertussen over andere tropische streken verspreid. De varen wordt in België en Nederland verwilderd aangetroffen.

## Naamgeving enetymologie
- Engels: Delta maidenhair

De botanische naam Adiantum is afgeleid van het Oudgriekse ἀδίαντος, adiantos (niet-bevochtigd), vanwege de waterafstotende blaadjes. De soortaanduiding raddianum is een eerbetoon aan Giuseppe Raddi (1770–1829), een Italiaanse botanicus.

## Kenmerken
Het fijn venushaar is een overblijvende, hemikryptofiete varen met korte, kruipende, vertakte en geschubde rizomen waaruit tot 60 cm lange bladen ontspringen. De stevige bladstelen zijn iets langer dan de bladschijf, aan de basis eveneens geschubd, donker van kleur.

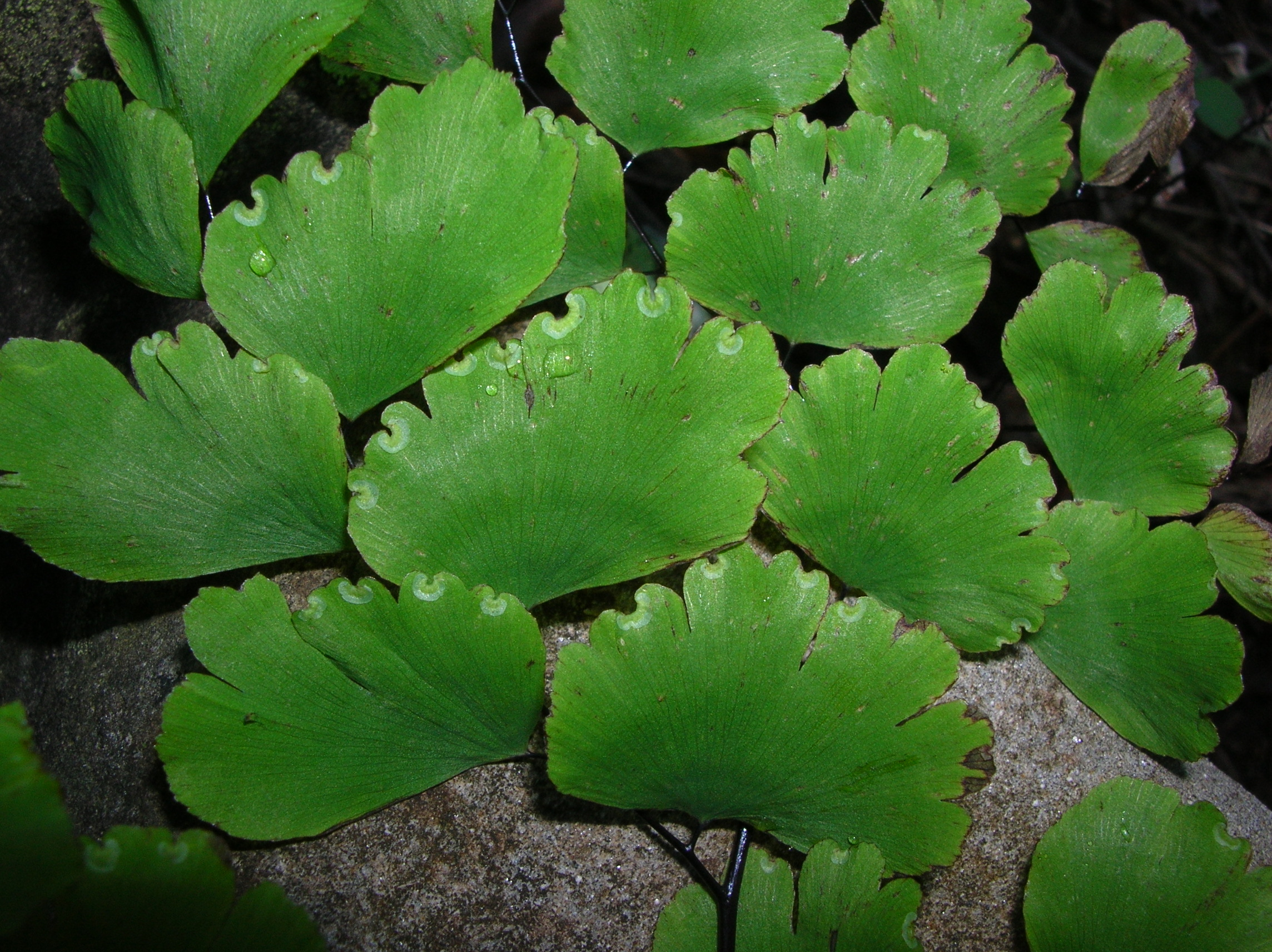
Fijn venushaar met sporenhoopjes onder de omgekrulde bladtoppen

De bladschijf is ovaal tot breed ovaal van vorm, tot driemaal geveerd. De individuele bladslipjes zijn gesteeld, symmetrisch, smal of breed wigvormig, tot 1 cm lang, dun, ondiep gelobd of onregelmatig ingesneden, de lobben fijn getand. De nerven eindigen tussen de tandjes op de bladrand.
De sporenhoopjes zijn rond of niervormig en liggen aan de toppen van de onderzijde van de bladen, onder de omgerolde bladranden. Er is geen dekvliesje.

## Habitat
Het fijn venushaar is een terrestrische of lithofytische plant die, net als het echt venushaar, vooral voorkomt op vochtige en halfbeschaduwde rotswanden, zoals in rotsspleten en op kliffen langs rivieren en watervallen, en op oude, vochtige muren. In tegenstelling tot het echt venushaar komt hij echter ook op silicaatrijke gesteentes voor, zoals op graniet.

## Voorkomen
Het fijn venushaar komt van oorsprong uit tropisch Zuid-Amerika, maar is ondertussen door de mens omwille van zijn decoratieve waarde, ook over andere tropische streken verspreid, zoals in Hawaï en tropisch Afrika.
De soort is in België en Nederland verwilderd aangetroffen, onder andere op oude muren, zoals in Antwerpen, Brugge, Brussel, Gent, Arnhem, Delft, Dordrecht, Nijmegen en Utrecht.

## Verwante en gelijkende soorten
Het fijn venushaar kan gemakkelijk verward worden met echt venushaar (Adiantum capillus-veneris), dat ook nogal eens verwilderd wordt aangetroffen op oude muren.
Het duidelijkste verschil zijn de nerven van het fijn venushaar, die tussen de tandjes op de bladrand eindigen, terwijl die van het echt venushaar in de tandjes eindigen.